# Noumenon
Noumenon (van het Grieks νοούμενον, "wat wordt gedacht")  is een term die binnen de filosofie wordt gebruikt om dingen of gebeurtenissen te benoemen die alleen in de geest bestaan, onafhankelijk van de zintuigen. Het verwijst naar een onkenbare, niet te beschrijven werkelijkheid die op de een of andere manier 'achter' de wereld van geobserveerde verschijnselen ligt. Voor Immanuel Kant kunnen we helemaal niets zeggen over de dingen zoals ze op zichzelf zijn, omdat we de dingen alleen kennen zoals ze aan ons verschijnen via (en gefilterd door) onze zintuigen. Het tegengestelde van noumenon is fenomeen.
In de antieke filosofie werd de noumenale wereld gelijkgesteld met de wereld van de  ideeën die alleen door de filosofische geest gekend konden worden. Daarmee in tegenstelling stond de wereld van de fenomenen,  die werd gelijkgesteld met de wereld van de zintuiglijke werkelijkheid, bekend bij de ongeletterde geest. De moderne filosofie ontkent over het algemeen de mogelijkheid van kennis die onafhankelijk is van de zintuigen. Immanuel Kant gaf van dit standpunt de klassieke versie, die zegt dat de noumenale wereld kan bestaan, maar volkomen onkenbaar is voor de mens. In de kantiaanse filosofie wordt het onkenbare noumenon soms gekoppeld aan het onkenbare "Ding an sich".